# 阿雷 (愛沙尼亞)
阿雷，是愛沙尼亞派爾努縣托里市镇内的小鎮，位於該國西南部，曾是原阿雷市镇的行政中心，處於首都塔林以南100公里，海拔高度21米，2013年該小鎮人口408。
58°31′28″N 24°33′39″E / 58.52444°N 24.56083°E